# Pere Sala i Solé
Pere Sala i Solé (Beget, Alta Garrotxa, 7 de març de 1917 - Camprodon, Ripollès, 6 de juny de 1993), més conegut com a Peret Blanc de Beget, fou un violinista català. Destaca per haver estat un dels darrers músics rurals del qual es conserven nombroses gravacions que han permès recuperar antigues tonades de l'Alta Garrotxa. Músic autodidacte, tot i que mai aprengué solfeig tenia un extens repertori après d'oïda (fins a 130 balls).
Provenia d'una nissaga de músics de Beget: ja el seu besavi era pastor i tocava el flabiol, el seu avi començà amb el flabiol però aviat es canvià al violí. El seu pare Agustí Sala i Expósito (també conegut com en Blanc de Beget) de seguida mostrà interès pel violí (fins i tot rebé classes de solfeig de Josep Saderra) igual que la seva germana Maria. Fou el pare de Peret Blanc qui l'ensenyà a tocar el violí de petit i amb només vuit anys comencà a tocar de forma professional. Al llarg de la seva vida no rebé estudis de solfeig i la seva formació fou autodidacta.
Malgrat la seva llarga trajectòria musical, el seu ofici principal era traginer, que combinava amb d'altres com per exemple barber o pagès i amb les actuacions en aplecs i festes de poble. En les seves actuacions recorregué, sempre a peu, tota l'Alta Garrotxa i tocà amb altres músics de la zona com Fonso de Lliurona, Salvi d'Oix (fill), Enric de la Badosa o Pere Fosas. L'any 1979 fundà l'orquestrina Tururut Bonaigua, amb qui tocà fins a l'any 1987. També fou a partir de mitjans de la dècada del 1970 que esdevingué un referent dins la música tradicional catalana, com un dels últims músics sense solfa i exponent de la tradició oral del nostre país. La seva obra fou recollida i enregistrada per varis músics que van interpretar i difondre el repertori de Peret Blanc, entre ells Artur Blasco, Francesc Tomàs "Panxito", Jordi Roura, Jaume Arnella o Amadeu Rosell.